# Эдапилля

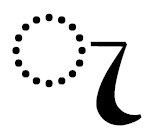
Кети эдапилля

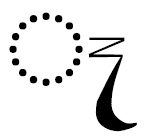
Дига эдапилля

Эдапилля ( синг.ඇදපිල්ල , эда — кривая, пилля — ветка ) — внутристрочный диакритический знак сингальской письменности, являющийся огласовкой буквы эянна ( звук [æ] ). Так как в других индийских письменностях нет отдельной буквы для этого звука, знак эдапилля не имеет сопоставимых знаков в других алфавитах. На письме различают кети эдапиллю   — короткую эдапиллю и дига эдапиллю  — долгую эдапиллю.
В качестве исключения с буквой раянна эдапилля имеет два варианта употребления: 
- более высокое положение эдапилли относительно строчки является огласовкой буквы эянна — රැ , රෑ
- стандартное положение является огласовкой звука «у» — රු , රූ

В рукописном почерке эдапилля может писаться слитно с предстоящей буквой.